# 豪氏毛沙蜉金龜
豪氏毛沙蜉金龜（学名：Trichiorhyssemus hauseri），又名顆胸微馬糞金龜，为金龜子科毛沙蜉金龜屬下的一个种。